# 舟戸大橋
舟戸大橋（ふなとおおはし）は、山形県尾花沢市にある最上川に架かる橋。

## 概要
尾花沢市の名木沢地区に架かる橋である。
最上川右岸の名木沢地区の住民が左岸にある畑や水田に行く際の不便を解消することなどを目的に建設された橋であり、山形県が行った農免農道整備事業によって1996年に橋が完成した。舟戸大橋が完成するまでは渡し船を使うか10キロメートル (km) 以上も遠回りしなければいけなかったという。
橋の照明灯は、ワラビをイメージしたデザインとなっており、緩やかなカーブを描いている。